# باتل مانيا دايجينجو
باتل مانيا دايجينجو (باليابانية:バトルマニア 大吟醸 , بالإنجليزية:Battle Mania Daiginjō) هي لعبة فيديو من نوع شوتم أب من تطوير وناشر لعبة شركة فيك توكاي ، صدرت حصريا على الجهاز ميجا درايف و صدرت لعبة فقط في اليابان وكوريا. هو تتمة للعبة سابقة باتل مانيا .